# Réseau de réserves pour les oiseaux de rivage de l'hémisphère occidental

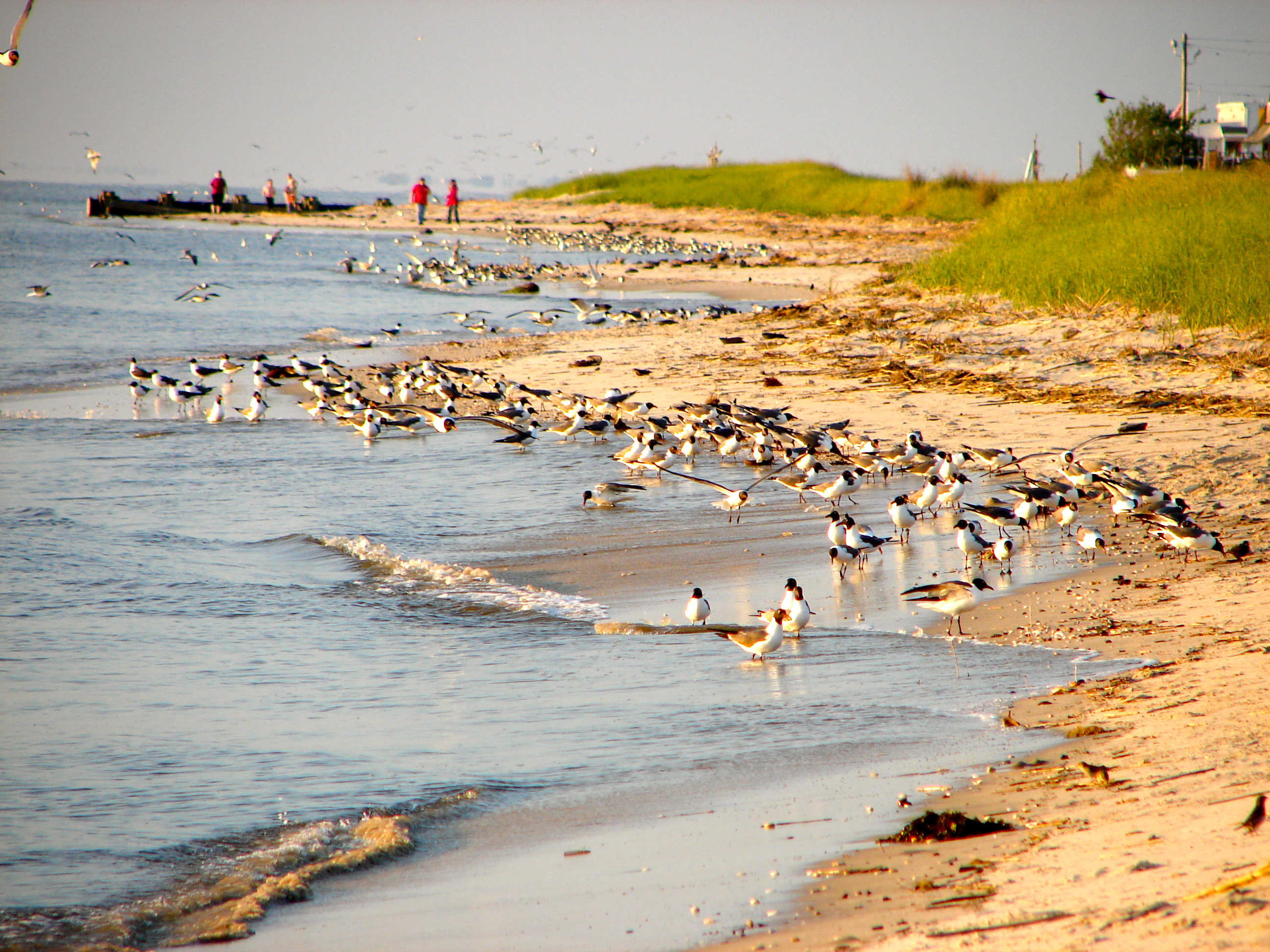
Baie du Delaware hébergeant des mouettes atricilles.

Le réseau de réserves pour les oiseaux de rivage de l'hémisphère occidental (RRORHO) est une stratégie de conservation visant particulièrement des oiseaux de rivages des Amériques. Il vise à protéger des sites de nidification, de reproduction et les haltes migratoires qu'utilisent les oiseaux migrateurs. Le premier site à avoir été classé est la baie du Delaware en 1986. En 2010 il y avait 82 sites classés, situés dans 13 pays.
Vu leur nature visant la protection des oiseaux, les sites du RRORHO peuvent aussi être classés comme zone importante pour la conservation des oiseaux (ZICO) ou comme site Ramsar, voire les deux.